# COVID-19-Pandemie im Saarland
Die COVID-19-Pandemie tritt im Saarland seit 2020 als Teil der weltweiten COVID-19-Pandemie und im Besonderen der COVID-19-Pandemie in Deutschland auf. Die Pandemie betrifft die neuartige Erkrankung COVID-19. Diese wird durch das Virus SARS-CoV-2 aus der Gruppe der Coronaviridae verursacht und gehört in die Gruppe der Atemwegserkrankungen.
Am 4. März 2020 wurde vom Robert Koch-Institut die erste COVID-19-Erkrankung im Saarland bestätigt. Ab dem 11. März 2020 stufte die Weltgesundheitsorganisation (WHO) das Ausbruchsgeschehen des neuartigen Coronavirus als weltweite Pandemie ein.

## Verlauf

### Februar 2020
Erste Verdachtsfälle auf eine Covid-19-Infektion gab es, als ein Ehepaar aus Saarbrücken von einer Kreuzfahrt mit der Westbrand zurückkehrte und sich anschließend freiwillig in häusliche Quarantäne begab. Das Gesundheitsamt Saarbrücken beendete die Quarantäne am 26. Februar. Im Anschluss kam es zu Labortestungen, die jedoch keinen positiven Fall hervorbrachten.

### März 2020
Am 3. März 2020 wurde der erste Covid-19-Fall im Saarland gemeldet. Das Saarland war bis zu diesem Zeitpunkt eines der wenigen Bundesländer ohne Fall. Ein Kinderarzt des Universitätsklinikum des Saarlandes wurde positiv auf das Coronavirus getestet und begab sich anschließend in Quarantäne. Die Ansteckung soll auf einem Ärztekongress in Frankfurt erfolgt sein. Die nächsten beiden positiven Fälle wurden am 6. März 2020 gemeldet. Bis Ende März steigen die Zahle rasant bis auf 961 bestätigte Fälle an. Dabei wurden neun Tote verzeichnet.Der erste Todesfall ereignete sich am 21. März. Am 23. März wurden die ersten beiden geheilten Fälle verkündet. Bis Ende des Monats werden 47 Erkrankte als geheilt eingestuft.

### April 2020
Bis Ende April wurden landesweit 2.577 bestätigte Fälle registriert. Die Zahl der Verstorbenen stieg auf 134 an. 1767 galten als geheilt. Die meisten Fälle traten mit 1147 im Regionalverband Saarbrücken auf, gefolgt von 514 im Landkreis Saarlouis. Es folgten der Saarpfalz-Kreis mit 324, der Landkreis Neunkirchen mit 240 Personen sowie der Landkreis St. Wendel mit 160 bestätigten Fällen.

### Mai bis September 2020
Im Mai stiegen die bestätigten Fälle nur geringfügig auf 2706 an. Die Zahl der Verstorbenen erhöhte sich auf 165.
Über die Sommermonate veränderte sich das Infektionsgeschehen nur geringfügig. Insgesamt gab es landesweit 3400 bestätigte Fälle seit Beginn der Pandemie. Die Zahl der Verstorbenen erhöhte sich auf 177. Nach Landkreisen gab es weiterhin die meisten bestätigten Fälle im Regionalverband Saarbrücken mit 1389, gefolgt vom Kreis Saarlouis (715) und dem Saar-Pfalz-Kreis (467). 346 Personen erkrankten im Landkreis Neunkirchen und 190 im Landkreis St. Wendel.

### Oktober 2020
Dem bundesweiten Trend folgend stiegen die Coronazahlen ab Oktober 2020 wieder rasant an. Die bestätigten Fälle verdoppelten sich fast innerhalb eines Monats auf 7102 Fälle. Die Zahl der Toten erhöhte sich auf 194.

### November 2020
Das bundesweit geltende Dritte Gesetz zum Schutz der Bevölkerung bei einer epidemischen Lage von nationaler Tragweite sowie die lokalen Maßnahmen brachten nicht den gewünschten Erfolg. Vielmehr stiegen die Fallzahlen bis Ende November 2020 auf 12.914 Fälle an.

### Dezember 2020
Bis Ende des Jahres gab es im Saarland landesweit 20.338 bestätigte Fälle, davon 8005 im Regionalverband Saarbrücken, 4083 im Kreis Saarlouis, 2359 Personen im Kreis Neunkirchen, 1776 im Kreis Merzig-Wadern, 2508 im Saar-Pfalz-Kreis und 1607 im Kreis St. Wendel. Insgesamt verstarben 466 Personen an Covid-19.

### Januar 2021
Ende Januar 2021 wurden landesweit 25.782 bestätigte Fälle gemeldet. Die Zahl der Verstorbenen wuchs auf 750 an.

### Februar 2021
Auch der Februar brachte einen weiteren Anstieg auf 28.933 bestätigte Fälle mit sich. Die Zahl der Verstorbenen steigerte sich auf 884.

### März 2021
Das erste Quartal schloss mit einer Bilanz von insgesamt 31.968 bestätigten Fällen seit Beginn der Pandemie, die sich auf 12.212 positiv bestätigte Fälle im Regionalverband Saarbrücken, 2.728 im Kreis Merzig-Wadern. 4.135 im Kreis Neunkirchen, 6.591 im Kreis Saarlouis, 3.644 im Saarpfalz-Kreis sowie 2.658 bestätigte Fälle im Kreis St. Wendel aufteilen. 940 Personen verstarben.

### April bis September 2021
Mit Einführung der Bundesnotbremse wurden ab dem 24. April 2021 keine Zahlen mehr über die Website des Saarlandes veröffentlicht, da die Zahlen des Robert-Koch-Instituts als Richtwert für Maßnahmen gelten. Die weitere Chronologie ist den unteren Tabellen zu entnehmen.
Mit Beginn der Schulferien begannen die Inzidenzen zu steigen, zum Teil sprunghaft. Am 25. August 2021 wurde eine Inzidenz von 71,4 gemeldet. Insgesamt traten im Saarland bis zu diesem Tag 43.705 Fälle auf. Zum Teil kam es auch zu Impfdurchbrüchen, die jedoch mit 91 Personen gering ausfielen. Anfang September stieg die Inzidenz auf einen Wert knapp unter 100.

### Jahresende 2021
Bis Anfang Oktober sank die 7-Tage-Inzidenz wieder unter den Wert von 50. Das Saarland war damit eines der Bundesländer mit den niedrigsten Inzidenzen. Im Verlauf der nächsten Wochen stiegen, wie in ganz Deutschland, auch im Saarland die Infektionszahlen wieder an, Anfang November lag die 7-Tage-Inzidenz wieder über dem Wert von 100. Bis ans Jahresende wurde der Schwellenwert 200 überschritten.

### Jahresbeginn 2022
Im Januar 2022 nahm das Infektionsgeschehen im Saarland durch die Verbreitung der neuen Omikron-Virusvariante stark zu. Am 19. Januar lag die landesweite 7-Tage-Inzident erstmals über dem Wert von 500. Nur acht Tage später wurde der Wert von 1000 überschritten, seither liegt die 7-Tage-Inzidenz im Saarland stets im vierstelligen Bereich.

## Statistik

### Infektionsfälle
Bestätigte Infektionen (kumuliert) im Saarland
(nach Daten des RKI aus COVID-19-Pandemie in Deutschland)
Bestätigte Infektionen (neue Fälle) im Saarland
(nach Daten des RKI aus COVID-19-Pandemie in Deutschland)
- Hinweis: Für den 29. März 2020 wurden keine Daten aus dem Saarland übermittelt.

7-Tage Inzidenz im Saarland / 100.000 Einwohner
- Hinweis:  Anzahl der neu bekannten Infektionen der letzten 7 Tage bezogen auf 100.000 Einwohner.

### Todesfälle
Bestätigte Todesfälle (kumuliert) im Saarland
(nach Daten des RKI aus COVID-19-Pandemie in Deutschland)
Bestätigte Todesfälle (täglich) im Saarland
(nach Daten des RKI aus COVID-19-Pandemie in Deutschland)

## Reaktionen und Maßnahmen

### Gesetze und Verordnungen
Am 11. März 2020 beschloss die Landesregierung ein Sofortprogramm. Am 13. März 2020 schränkte das Saarland den Zugang zu Alten- und Pflegeheimen und Kliniken für Besucher ein. Am 21. März 2020 wurde zum Vollzug des Infektionsschutzgesetz (IfSG) eine vorläufige Ausgangsbeschränkung angeordnet, die bis zum 3. April galt. Am 25. März wurde die Allgemeinverfügung an die Beschlussempfehlung des Bundes angepasst.
Am 30. März wurde eine Verlängerung der Ausgangsbeschränkung bis einschließlich 20. April 2020 beschlossen. Gleichzeitig wurden die bisherigen Maßnahmen in einer Rechtsverordnung zusammengefasst. Darüber hinaus wurde am 31. März 2020 ein Maßnahmenkatalog verabschiedet. Verstöße gegen die Bestimmungen dieser Verordnung gelten als Ordnungswidrigkeiten und werden mit Bußgeldern geahndet.
Am 27. April 2020 wurde im Saarland eine Maskenpflicht eingeführt, die im öffentlichen Nahverkehr und beim Einkaufen gelten soll. Am 25. April 2020 stellte die saarländische Landesregierung den Bürgern fünf Millionen Masken kostenlos zur Verfügung. Diese wurden durch die Kommunen verteilt. Es sollten Starterkits zu fünf Masken je Person verteilt werden.
Am 28. April 2020 setzte der Verfassungsgerichtshof des Saarlandes die für das Saarland geltende Ausgangsbeschränkung weitgehend außer Vollzug. Die Regelung, die das Verlassen der Wohnung nur beim Vorliegen (bestimmter) triftiger Gründe erlaube, sei inkonsistent und insbesondere im Vergleich zu den bloßen Kontaktbeschränkungen anderer Bundesländer unverhältnismäßig.
Mit den bundesweiten Lockerungen ab dem Mai 2020 beschloss der saarländische Ministerrat eine verschärfte Regelung im Falle einer lokalen Ausbreitung. Ab einer Inzidenz von 35 pro 100.000 Einwohner sollen regionale Schutzmaßnahmen beschlossen werden.
Ab dem 18. Oktober 2020 mussten auf Grund steigender Fallzahlen erneut neue Maßnahmen ergriffen werden. Es folgte eine Sperrstunde für die Gastronomie, eine Beschränkung der Teilnehmerzahl sowohl bei Veranstaltungen (maximal 100 Personen) als auch bei privaten Treffen (maximal 10 Personen aus zwei Haushalten) sowie eine Ausweitung der Maskenpflicht. Eine weitere Verordnung trat ab dem 2. November in Kraft, die weitreichende Einschränkungen für das öffentliche Leben beinhaltete. Am 15. Dezember mussten die Regeln jedoch erneut verschärft werden. Es wurden umfangreiche Kontaktbeschränkungen erlassen. Ausnahmen gab es für Weihnachten. An Silvester wurden öffentliche Feuerwerke verboten. Die neue Verordnung wurde mehrfach verlängert, zuletzt am 24. August 2021. Erste Öffnungsschritte wurden ab dem 6. März 2021 umgesetzt.
Am 25. März 2021 gab die saarländische Regierung bekannt, die Corona-Restriktionen für Gastronomie, Sport und Kultur sowie private Treffen ab dem 6. April 2021 zu lockern. Kritisiert wurden die Pläne vom Marburger Bund und Karl Lauterbach. „Das erschließt sich uns nicht mehr so ganz angesichts der aktuellen epidemologischen Situation“, sagte der Mediziner Uwe Janssens zu den geplanten Lockerungen im Saarland. „Selbst wenn wir wegen exponentiellem Wachstum einer 3. Welle nicht zum 6.4. starten könnten – das Saarland-Modell wird kommen. Mehr Tests, mehr Impfen, mehr App, mehr Freiheit, mehr Umsicht“, twitterte Ministerpräsident Tobias Hans am 29. März 2021. Das sogenannte Ampelmodell sollte in drei Stufen zu einer Lockerung führen und ging von einer umfassenden Testpflicht aus. Einen Tag vor dem Projektstart wurde eine Inzidenz von 91,3 registriert (nach 65,6 zwei Wochen zuvor). Wegen der Osterfeiertage (Ostersonntag war der 4. April) war die Zahl der gemeldeten Neuinfektionen geringer als sonst. Durch die „Bundesnotbremse“ ab dem 23. April 2021 wurde das Saarland-Modell ausgehebelt.
Am 29. September 2021 verkündete die Landesregierung überraschend weitergehende Lockerungen im Rahmen des „Saarland-Modell plus“. Von Freitag, dem 1. Oktober 2021 an wurde die Maskenpflicht in geschlossenen Räumen abgeschafft, wenn sichergestellt ist, das alle Personen die 3G-Regel (geimpft, genesen, getestet) einhalten. Dies gilt auch an Schulen, Universitäten, am Arbeitsplatz sowie in Clubs und am Theater. Auch der Mindestabstand muss nicht mehr eingehalten werden. Im Privaten wurden sämtliche Kontaktbeschränkungen aufgehoben. Bestehen bleibt die Maskenpflicht im Öffentlichen Nahverkehr sowie im Einzelhandel. Diese Regeln wurden zunächst für zwei Wochen verabschiedet, sollen jedoch auch bei einer verschärften Coronalage für Geimpfte und Genesene fortbestehen.

### Bildungsbereich
Am 13. März verfügte das Saarland als erstes deutsches Bundesland eine landesweite Schließung der Schulen und Kitas ab dem 16. März. Eine Notbetreuung wurde in der Folge für Kinder, deren Eltern in systemrelevanten Berufen arbeiten, eingerichtet. Zudem wurde ein Online-Portal zum Lernen eingerichtet.
Ab dem 25. Mai 2020 öffneten die Schulen wieder. Allerdings wurden die Schüler in einem Wechselmodell unterrichtet, so dass die Schülergruppen tage- oder wochenweise wechselten, um die Gruppengröße nicht zu groß zu gestalten.
Nach den Sommerferien wurde den saarländischen Lehrkräften ein freiwilliger Test zum Ferienende angeboten. Nach den Sommerferien wurde in Vollpräsenz gestartet mit einem verbindlichen Hygienekonzept (Musterhygieneplan) gestartet, das flexibel angepasst wurde. Auf Grund der steigenden Zahlen wurde ein Lüftungskonzept erarbeitet und eine Maskenpflicht angeordnet, die später ausgeweitet wurde.
Auf Grund des Infektionsgeschehens und den Benachteiligungen der Schüler im Hinblick auf die Abschlüsse wurden die Verfahren für die Hauptschul- und Mittleren Bildungsabschlüsse angepasst. An den Terminen wurde jedoch festgehalten. Verschoben wurde jedoch der Abiturtermin für das Zentralabitur um den Schülern mehr Lernzeit zu geben.
Mit der Änderung der Coronaverordnung am 15. Dezember wurde der Schulbetrieb weitestgehend ausgesetzt. Auch die Kitas waren betroffen. Eine Notbetreuung blieb möglich. Ab dem 8. Januar 2021 kehrten die Abschlussklassen in den Schulbetrieb zurück. Eine generelle Öffnung der Schulen außerhalb der Notbetreuung erfolgte nach mehreren Umplanungen zum 15. März im Wechselbetrieb. Ab dem 22. Februar hatten bereits die Kindertageseinrichtungen im Normalbetrieb geöffnet.
Ab dem 30. August 2021, nach den Sommerferien, wurde für die ersten beiden Schulwochen eine Maskenpflicht im Schulgebäude, auch während des Unterrichts, angeordnet. Diese Beschränkung wurde bis zum 30. September verlängert. Im Rahmen des Saarland-Modell plus wurden sämtliche Beschränkungen aufgehoben, wobei dies weiterhin regelmäßige Tests für Ungeimpfte voraussetzt.

### Freizeit und Kultur
Am 13. März 2020 wurde die Schließung kommunaler Einrichtungen, Vergnügungs-, Sport- und Freizeitstätten beschlossen. Dementsprechend kamen alle Vereinstätigkeiten im Bereich Sport und Kultur, die Partner- oder Gruppenaktivitäten vorsahen, zum Erliegen. Ursprünglich war eine sportliche Betätigungen bis zu einer Gruppengröße von fünf Personen erlaubt. Am 25. März 2020 wurde die Allgemeinverfügung harmonisiert und den Beschlussempfehlungen des Bundes angepasst, entsprechend war eine Gruppenbildung beim Sport ab diesem Zeitpunkt verboten. Hotelübernachtungen waren nur noch aus beruflichen und wichtigen persönlichen Gründen möglich.
Ab dem 4. Mai begann eine vorsichtige Rückkehr zur Normalität im Kulturbereich. Unter Auflagen waren wieder der Besuch von Spielplätzen, Museen, Zoos, Tierparks sowie extra eingerichteten Autokinos möglich. Kontaktloser Sportbetrieb im Freien war eingeschränkt wieder möglich. Ab dem 18. Mai wurden Kinos, Sportstätten und Fitnessstudios sowie Tanzschulen wieder geöffnet.
Ab dem 15. Juni wurden Veranstaltungen in geschlossenen Räumen mit bis zu 50 Personen und unter freiem Himmel mit bis zu 100 Personen erlaubt. Diese mussten ab 10 Personen bei der Ortspolizeibehörde angemeldet werden. Beim Kurs-, Trainings- und Sportbetrieb sowie beim Betrieb von Tanzschulen wurde die Gruppengröße von zehn auf maximal 20 Personen erhöht.
Ab dem 29. Juni 2020 trat eine neue Verordnung in Kraft, wodurch es zu einigen Lockerungen im Freizeitbereich kam. Veranstaltungen mit bis zu 350 Personen waren unter freiem Himmel erlaubt, die sogenannten Shishabars durften unter Auflagen wieder öffnen und Kontaktsport war mit bis zu 10 Personen erlaubt. Die Zahl wurde am 24. Juli auf 35 Personen erweitert. Ebenso wurden Veranstaltungen mit mehr als 700 Personen im freien und 350 Personen in geschlossenen Räumen erlaubt.
Ab dem 2. November mussten erneut alle Freizeiteinrichtungen schließen. Auch Freizeit- und Amateursport wurden untersagt. Der Profisport blieb zulässig. Alle Veranstaltungen, die der Unterhaltung dienen wurden ebenfalls untersagt. Ausnahmen gab es für Gottesdienste in Kirchen, Moscheen, Synagogen oder anderen Räumlichkeiten unter Anwendung besonderer Infektionsschutzregeln.
Ab dem 24. Mai durften Strand- und Freibäder wieder öffnen. Der Sportbetrieb war ebenfalls wieder möglich, wobei dies eng an die Testpflicht geknüpft war. Ab dem 25. Juni 2021 waren kulturelle Veranstaltungen mit bis zu 500 Personen im Außenbereich und 250 Personen im Innenbereich wieder möglich. Ab dem 9. Juli 2021 durften auch Diskotheken und Clubs wieder öffnen.
Weitreichende Beschränkungen fielen mit der Einführung des Saarland-Modell Plus gemä0ß der 3G-Regel am 1. Oktober 2021.

### Wirtschaft
Ab dem 18. März 2020 waren Einzelhändler mit Kundenverkehr zu schließen, ausgenommen Händler, die Waren des täglichen Bedarfs vertreiben. Außerdem wurden alle religiösen Zusammenkünfte verboten. Im Saarland galt seit dem 20. März eine Ausgangsbeschränkung, die zahlreiche Ausnahmen, wie der Weg zur Arbeit, der Weg zum Einkaufen sowie der Weg zum Arzt und sportliche Betätigungen bis zu einer Gruppengröße von fünf Personen vorsah. Als Reaktion auf die Pandemie wurde im Saarland Ende Februar/Anfang März für einige Tage die Verbreitung von gedrucktem Werbematerial verboten. 2024 berichteten Marketing-Wissenschaftler, im Vergleich mit dem benachbarten Rheinland-Pfalz, das kein derartiges Verbot verfügt hatte, gingen die Umsätze eines Lebensmitteleinzelhandelsunternehmens im Saarland daraufhin um 6 Prozent zurück.
Ab dem 9. April wurden Friseur- und Kosmetikdienstleistungen auch außerhalb der Ladenlokale verboten.
Während der Corona-Pandemie kam es zu Einschränkungen des Reiseverkehrs aus Frankreich, insbesondere die Region Grand Est, und Luxemburg, als diese zu Risikogebieten erklärt wurden. Für Berufspendler und das Transportwesen wurden mehrfach Sonderregelungen geschaffen.
Ab dem 4. Mai durften einige Dienstleister wieder öffnen. Die 800-m²-Regelung für den Einzelhandel wurde gekippt, stattdessen darf pro 20 Quadratmeter Ladenfläche ein Kunde zugelassen werden. Ab dem 15. Mai konnten Gastronomie und Hotelgewerbe ihren Betrieb wieder aufnehmen.
Ab dem 2. November wurde erneut die Gastronomie und die Hotelbranche geschlossen. Der Einzelhandel blieb zunächst geöffnet, jedoch mit Besucherbeschränkung. Ab dem 15. Dezember kam es erneut zu einer Schließung des Einzelhandels. Körpernahe Dienstleistungen mit Ausnahme medizinisch notwendiger Behandlungen wurden ebenfalls untersagt. Die Öffnung der Gastronomie im Außenbereich erfolgte mit der Einführung des Saarland-Modells. Die Innengastronomie durfte am 31. Mai weder öffnen.
Weitreichende Beschränkungen fielen mit der Einführung des Saarland-Modell Plus gemä0ß der 3G-Regel am 1. Oktober 2021.

### Testungen
Im Mai wurden umfangreiche Testungen zur Früherkennung bei den Bewohnern von Altenheimen sowie dem Personal vorgenommen. Dabei kooperierte das saarländische Gesundheitsministerium mit dem Virologischen Institut der Universitätsklinik. Nach lokalen Ausbrüche, des Infektionsgeschehens in einem Tönnies-Betrieb in Nordrhein-Westfalen wurde das Personal der saarländischen Fleischproduktion im Saarland ebenfalls getestet, wobei jedoch keine Auffälligkeiten gefunden wurden.
Am 3. August 2020 öffnete auf dem Messegelände in Saarbrücken ein Testzentrum für Reiserückkehrer, Pflege- und Lehrkräfte. Hinzu kam ein deutsch-französisches Testzentrum an der Goldene Bremm. Mit einer neuen Testverordnung wurden weitere Testzentren notwendig, die an fünf Standorten ab dem 10. März 2021 ihren Betrieb aufnahmen und so jeden Landkreis versorgten.
Ab dem 12. April 2021 wurde die Testpflicht ausgeweitet. Mit der Einführung des Saarland-Modells, aber auch im Rahmen der Bundesnotbremse gewannen Testungen zunehmend an Bedeutung. Dementsprechend wurden eine Reihe von Testzentren aufgebaut, die zum Teil aus privater Initiative entstanden. In allen geöffneten Bereichen mit Ausnahme der Grundversorgung mussten Testzertifikate vorgelegt werden. In der darauffolgenden Woche wurde mit rund 311.000 PoC-Antigen-Testungen und rund 18.000 PCR-Testungen ein neuer Testrekord aufgestellt.
Ab dem 4. Juni entfiel die Testpflicht für den Einzelhandel. Weitere Lockerungen gab es ab dem 11. Juni, unter anderem für die Außengastronomie.
Ab dem 11. Oktober fallen die kostenlosen Bürgertests für alle Nicht-Geimpften und Nicht-Genesenen. Testzentren sollen weiter bestehen bleiben. Ein Test soll etwa 8,50 Euro kosten. Menschen, für die keine Impf-Empfehlung vorliegt oder die sich aus gesundheitlichen Gründen nicht impfen lassen, dürfen sich weiterhin kostenlos testen lassen.

### Impfung und Impfzentren
Zum 28. Dezember 2020 nahmen die drei Impfzentren ihre Arbeit auf, die sich in Saarbrücken, Saarlouis und Neunkirchen befinden. Zu Beginn planten die Behörden 400 tägliche Impfungen in den Impfzentren. Mobile Impfteams kamen ebenfalls zum Einsatz, sodass bis Ende Januar mit einer Gesamtzahl von 27.000 Impfungen geplant wurde. Am 1. März 2021 nahm ein viertes Impfzentrum in Lebach seinen Betrieb auf. Es wird von der Bundeswehr in der Graf-Haeseler-Kaserne betrieben. Zusammen mit Bremen führte das Bundesland die bundesweite Impfquote an. Als erstes Bundesland überschritt das Saarland am 18. März 2020 eine Quote von 10 % bei den Erstimpfungen. Am 23. April erreichte das Saarland 25 % bei den Erstimpfungen. Am 12. Mai wurde mit 100.000 vollständigen Impfungen und am 1. Juni mit rund 200.000 Impfungen die nächsten Meilensteine erreicht. Am 11. Juni wurde die Marke von 500.000 Erstimpfungen durchbrochen. Als erstes Bundesland wurde am 17. Juli 2021 die 50-%-Quote bei den vollständigen Impfungen erreicht.
Ab dem 23. Juli fanden Sonderimpfaktionen statt, die an Einkaufszentren und belebten Orten stattfanden. Diese niedrigschwelligen Angebote sollten bisher Impfunwilligen ein Angebot unterbreiten. Im Rahmen der von Bundesgesundheitsminister Jens Spahn proklamierten Impfwoche beteiligte sich auch das Saarland mit niedrigschwelligen Angeboten. Daneben richteten die Landkreise Neunkirchen und Saarlouis sowie der Regionalverband Saarbrücken sogenannte Impfbusse ein, die an verschiedenen belebten Plätzen Station machten und Impfungen ohne Termin anboten.
Ab dem 6. September wurde in den saarländischen Senioren- und Pflegeheimen noch ohne Empfehlung der STIKO durch mobile Impfteams eine Auffrischungsimpfung durchgeführt, um diese vulnerable Gruppe besonders zu schützen.
Am 8. Juli 2021 wurde verkündet, dass die drei Impfzentren in Saarlouis, Neunkirchen und Saarbrücken zum 30. September 2021 ihren Dienst einstellen werden. Bis zu diesem Zeitpunkt wurde jedem Bürger des Saarlandes ein Impfangebot unterbreitet. Die weiteren Impfungen sollen anschließend über die Ärzteschaft erfolgen. Am 30. September 2021 erfolgte die Stilllegung der Zentren, wobei Saarlouis und Neunkirchen in den Stand-by-Betrieb versetzt wurden, um bei Bedarf noch einmal hochgefahren zu werden. Insgesamt gab es im Saarland rund 1,4 Millionen Impfungen, wobei in den Impfzentren etwa die Hälfte der Impfungen vorgenommen wurde. Damit erreichte das Saarland eine Impfquote von 70,8 Prozent und befindet sich im bundesweiten Vergleich auf Platz 2 hinter Bremen.